# Portada/efemèride octubre 10
Ed Wood
« 9 d'octubre · 10 d'octubre · 11 d'octubre »